# از ناکجا
از ناکجا (به انگلیسی:Outta Nowhere) آهنگی است از رپر کوبایی-آمریکایی پیتبول به همراهی خوانندهٔ کلمبیایی-آمریکایی دنی مرسر که در ۲۸ می ۲۰۱۳ پخش و منتشر شد. سبک این آهنگ هیپ هاپ و دنس پاپ می‌باشد. این آهنگ توسط شرکت‌های آقای ۳۰۵، پالا گراندز و آر سی ای منتشر شده و این آهنگ متعلق به هفتمین آلبوم استودیویی پیتبول، گرمایش جهانی است.